# Makamba
Makamba este un oraș din Burundi. Este reședința regiunii omonime.